# Велика-Сочаница
Велика-Сочаница (серб. Велика Сочаница) — населенный пункт (деревня) в общине Дервента, который принадлежит энтитету Республике Сербской, Босния и Герцеговина. По результатам югославской переписи населения 1991 года в Велика-Сочанице проживало 1489 человек.

## Население
В населении деревни преобладают сербы.
| 1948                           | 1961 | 1971 | 1981 | 1991 | - | - |
| ------------------------------ | ---- | ---- | ---- | ---- | - | - |
| 2503                           | 1915 | 1936 | 1693 | 1489 | - | - |
| Гистограмма динамики населения |      |      |      |      |   |   |

### Национальный состав
1991 год:
- сербы — 1465 (98,39 %);
- хорваты — 10 (0,66 %);
- югославы — 5 (0,33 %);
- мусульмане — 1 (0,06 %);
- другие — 8 (0,53 %).